# Jack Stewart (hockey sur glace)
Pour les articles homonymes, voir Jack Stewart et Stewart.
Temple de la renommée : 1964
John Sherratt Stewart, surnommé « Black Jack », (né le 6 mai 1917 à Pilot Mound dans le Manitoba au Canada – mort le 26 mai 1983) est un joueur professionnel de hockey sur glace de la Ligue nationale de hockey. Il joue au poste de défenseur pour les Red Wings de Détroit de la Ligue nationale de hockey entre 1938 et 1950 puis pour deux dernières saisons avec les Black Hawks de Chicago dont il est le capitaine.
Il remporte avec les Red Wings de Détroit la Coupe Stanley en 1943 et en 1950 ; à la suite de sa carrière, il est intronisé au Temple de la renommée du hockey en 1964. En 1998, il est classé 97e parmi les 100 meilleurs joueurs de l'histoire de la LNH.

## Biographie
Stewart commence sa carrière en jouant avec les Hornets de Pittsburgh dans l'l’International American Hockey Ligue, ligue qui est remplacée par la suite par la Ligue américaine de hockey, lors de la saison 1937-1938. Les Hornets sont en réalité l'équipe affiliée aux Red Wings de Détroit de la Ligue nationale de hockey.
Il fait ses débuts dans la LNH lors de la saison suivante puis les aide à remporter la Coupe Stanley à la fin de la saison 1942-1943. Sept saisons plus tard, en 1949-1950, Détroit met la main sur une nouvelle Coupe Stanley et il est une nouvelle fois dans l'équipe. Entre-temps, il est régulièrement sélectionné dans les équipes d'étoiles de la LNH et participe également à plusieurs Match des étoiles de la LNH.
À la suite de cette nouvelle Coupe, il rejoint les Black Hawks de Chicago dont il devient le nouveau capitaine pour ses deux dernières saisons dans la LNH. Il meurt le 26 mai 1983 d'un cancer de l'estomac.

## Statistiques
| Saison     | Équipe                 | Ligue      |     | Saison régulière | Saison régulière | Saison régulière | Saison régulière | Saison régulière |   | Séries éliminatoires | Séries éliminatoires | Séries éliminatoires | Séries éliminatoires | Séries éliminatoires |
| Saison     | Équipe                 | Ligue      | PJ  | B                | A                | Pts              | Pun              | PJ               | B | A                    | Pts                  | Pun                  |                      |                      |
| 1937-1938  | Hornets de Pittsburgh  | IAHL       | 48  | 0                | 1                | 1                | 16               |                  |   |                      |                      |                      |                      |                      |
| 1938-1939  | Red Wings de Détroit   | LNH        | 32  | 0                | 1                | 1                | 18               |                  |   |                      |                      |                      |                      |                      |
| 1938-1939  | Hornets de Pittsburgh  | IAHL       | 21  | 0                | 0                | 0                | 20               |                  |   |                      |                      |                      |                      |                      |
| 1939-1940  | Red Wings de Détroit   | LNH        | 48  | 1                | 0                | 1                | 40               | 5                | 0 | 0                    | 0                    | 0                    |                      |                      |
| 1940-1941  | Red Wings de Détroit   | LNH        | 47  | 2                | 6                | 8                | 56               | 9                | 1 | 2                    | 3                    | 8                    |                      |                      |
| 1941-1942  | Red Wings de Détroit   | LNH        | 44  | 4                | 7                | 11               | 93               | 12               | 0 | 1                    | 1                    | 12                   |                      |                      |
| 1942-1943  | Red Wings de Détroit   | LNH        | 44  | 2                | 9                | 11               | 68               | 10               | 1 | 2                    | 3                    | 35                   |                      |                      |
| 1945-1946  | Red Wings de Détroit   | LNH        | 47  | 4                | 11               | 15               | 73               | 5                | 0 | 0                    | 0                    | 14                   |                      |                      |
| 1946-1947  | Red Wings de Détroit   | LNH        | 55  | 5                | 9                | 14               | 83               | 5                | 0 | 1                    | 1                    | 12                   |                      |                      |
| 1947-1948  | Red Wings de Détroit   | LNH        | 60  | 5                | 14               | 19               | 91               | 9                | 1 | 3                    | 4                    | 6                    |                      |                      |
| 1948-1949  | Red Wings de Détroit   | LNH        | 60  | 4                | 11               | 15               | 96               | 11               | 1 | 1                    | 2                    | 32                   |                      |                      |
| 1949-1950  | Red Wings de Détroit   | LNH        | 65  | 3                | 11               | 14               | 86               | 14               | 1 | 4                    | 5                    | 20                   |                      |                      |
| 1950-1951  | Black Hawks de Chicago | LNH        | 26  | 0                | 2                | 2                | 49               |                  |   |                      |                      |                      |                      |                      |
| 1951-1952  | Black Hawks de Chicago | LNH        | 37  | 1                | 3                | 4                | 12               |                  |   |                      |                      |                      |                      |                      |
| Totaux LNH | Totaux LNH             | Totaux LNH | 565 | 31               | 84               | 115              | 765              | 80               | 5 | 14                   | 19                   | 139                  |                      |                      |

## Trophées et honneurs personnels
- 1942-1943 :
  - sélectionné dans la première équipe d'étoiles de la LNH
  - remporte la Coupe Stanley avec les Red Wings de Détroit
- 1945-1946 : sélectionné dans la seconde équipe d'étoiles de la LNH
- 1946-1947 :
  - participe au 1er Match des étoiles de la LNH
  - sélectionné dans la seconde équipe d'étoiles de la LNH
- 1947-1948 :
  - participe au 2e Match des étoiles de la LNH
  - sélectionné dans la première équipe d'étoiles de la LNH
- 1948-1949 :
  - participe au 3e Match des étoiles de la LNH
  - sélectionné dans la première équipe d'étoiles de la LNH
- 1949-1950 :
  - participe au 4e Match des étoiles de la LNH
  - remporte la Coupe Stanley avec les Red Wings de Détroit
- 1964 : admis au Temple de la renommée du hockey
- 1997 : admis au Temple de la renommée des sports du Manitoba